# Commelinaceae
Le Commelinacee (Commelinaceae Mirb., 1804) sono una famiglia di piante monocotiledoni cui appartengono numerose specie per lo più erbacee che crescono spontanee in zone subtropicali e tropicali del continente americano.

## Descrizione
Spesso si distinguono per il colore appariscente delle loro foglie; i loro fiori sono normalmente di dimensioni modeste e la loro vita è breve (circa un giorno).
Alcune crescono come piante neofite; altre vengono considerate come semisucculente. Le loro caratteristiche principali sono le seguenti:
- I fiori, ermafroditi, hanno soltanto tre petali, sempre separati dai sepali, in quanto non formano un perigonio.
- L'ovario, supero, è diviso in tre.
- Il frutto è in genere a capsula.
- Le foglie sono disposte in maniera alterna intorno al fusto della pianta.

## Tassonomia
La famiglia comprende i seguenti generi:
- Aetheolirion Forman
- Amischotolype Hassk.
- Aneilema R.Br.
- Anthericopsis Engl.
- Buforrestia C.B.Clarke
- Callisia Loefl.
- Cartonema R.Br.
- Cochliostema Lem.
- Coleotrype C.B.Clarke
- Commelina Plum. ex L.
- Cyanotis D.Don
- Dichorisandra J.C.Mikan
- Dictyospermum Wight
- Elasis D.R.Hunt
- Floscopa Lour.
- Geogenanthus Ule
- Gibasis Raf.
- Gibasoides D.R.Hunt
- Matudanthus D.R.Hunt
- Murdannia Royle
- Palisota Rchb.
- Plowmanianthus Faden & C.R.Hardy
- Pollia Thunb.
- Polyspatha Benth.
- Porandra D.Y.Hong
- Pseudoparis H.Perrier
- Rhopalephora Hassk.
- Sauvallia C.Wright ex Hassk.
- Siderasis Raf.
- Spatholirion Ridl.
- Stanfieldiella Brenan
- Streptolirion Edgew.
- Tapheocarpa Conran
- Thyrsanthemum Pichon
- Tinantia Scheidw.
- Tradescantia Ruppius ex L.
- Tricarpelema J.K.Morton
- Triceratella Brenan
- Weldenia Schult.f.

### Alcune specie

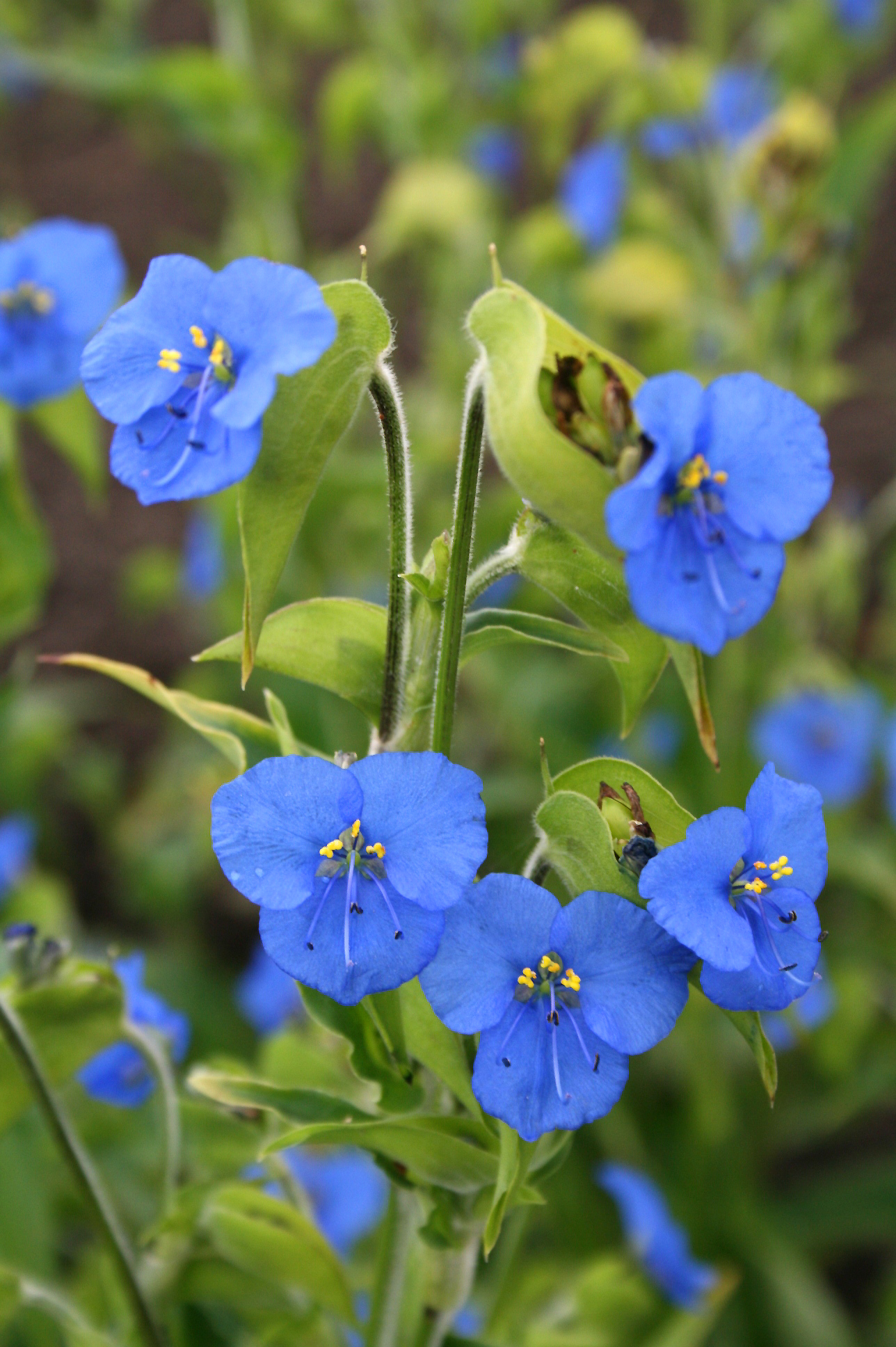
Commelina tuberosa
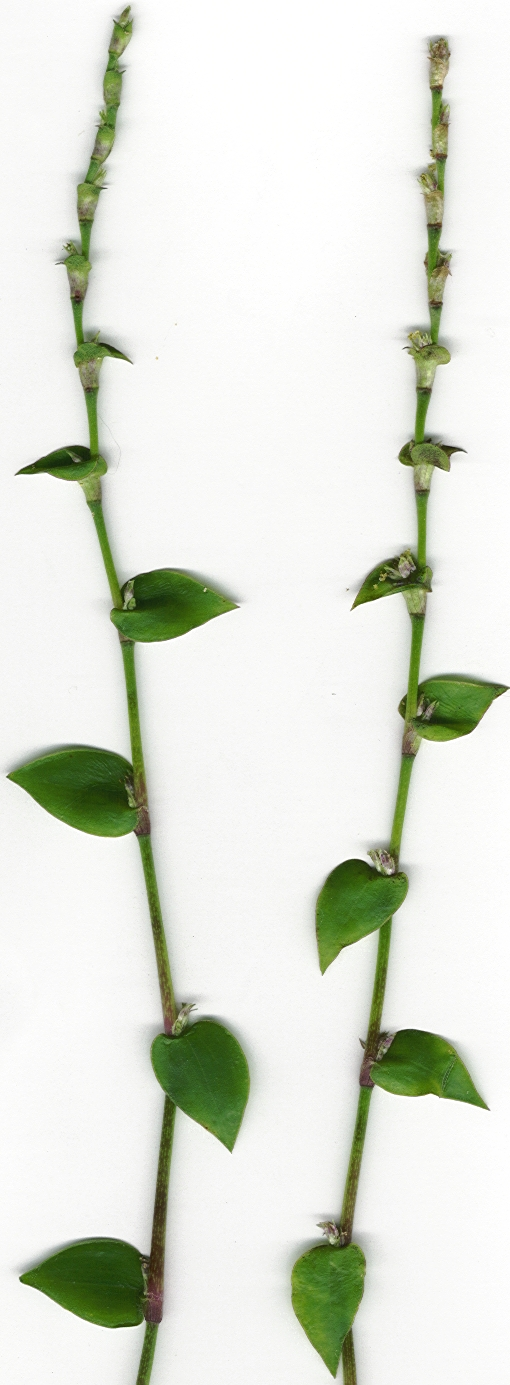
Callisia repens
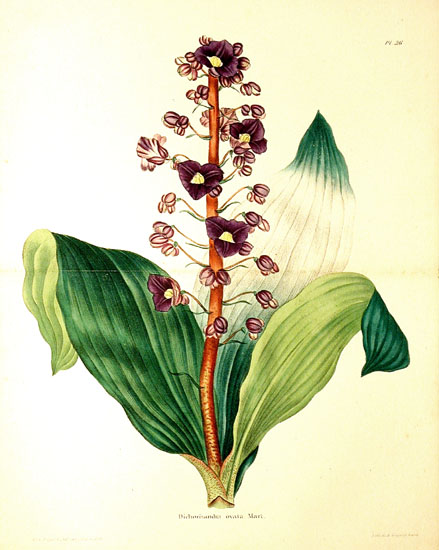
Dichorisandra aubletiana
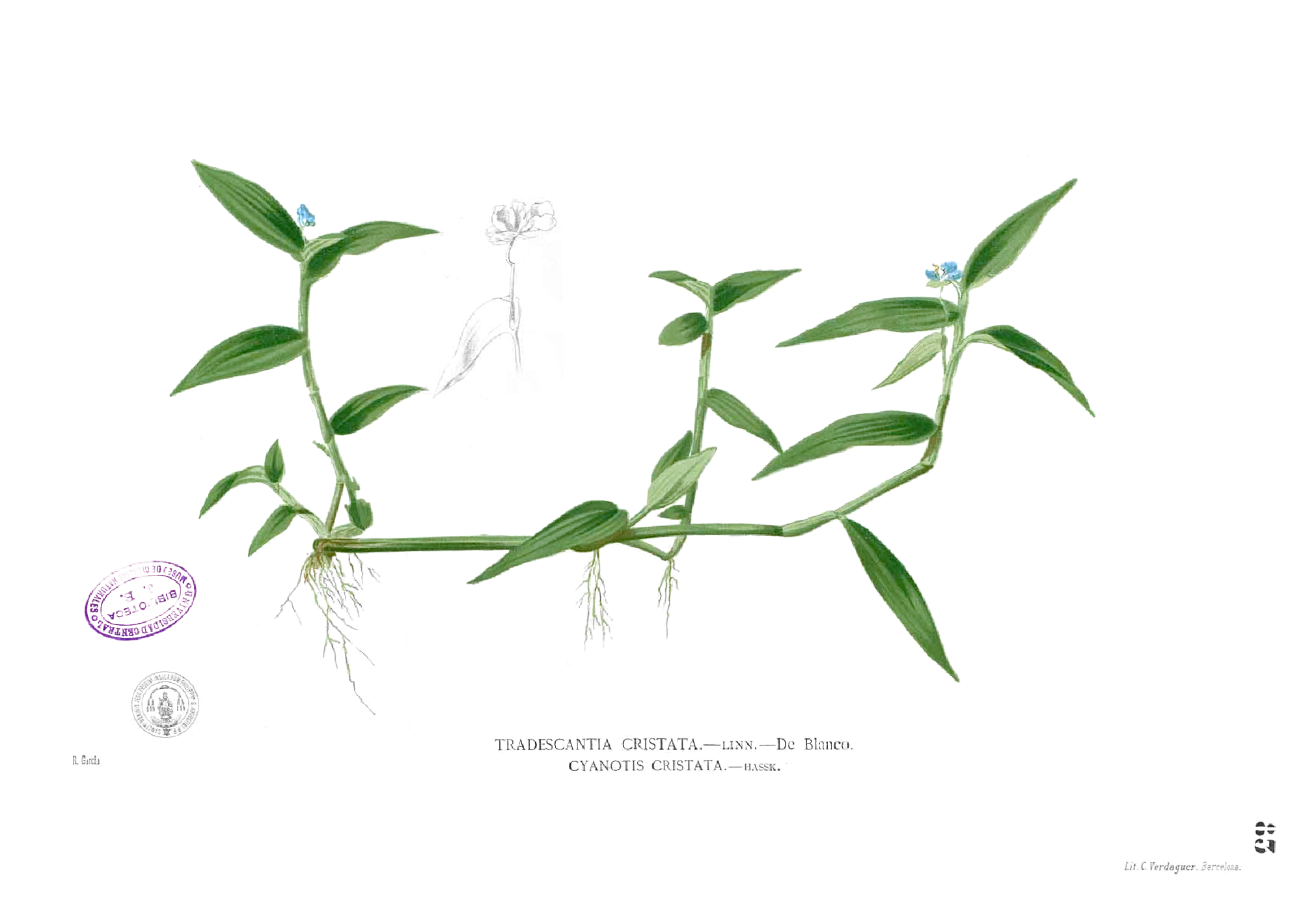
Murdannia nudiflora
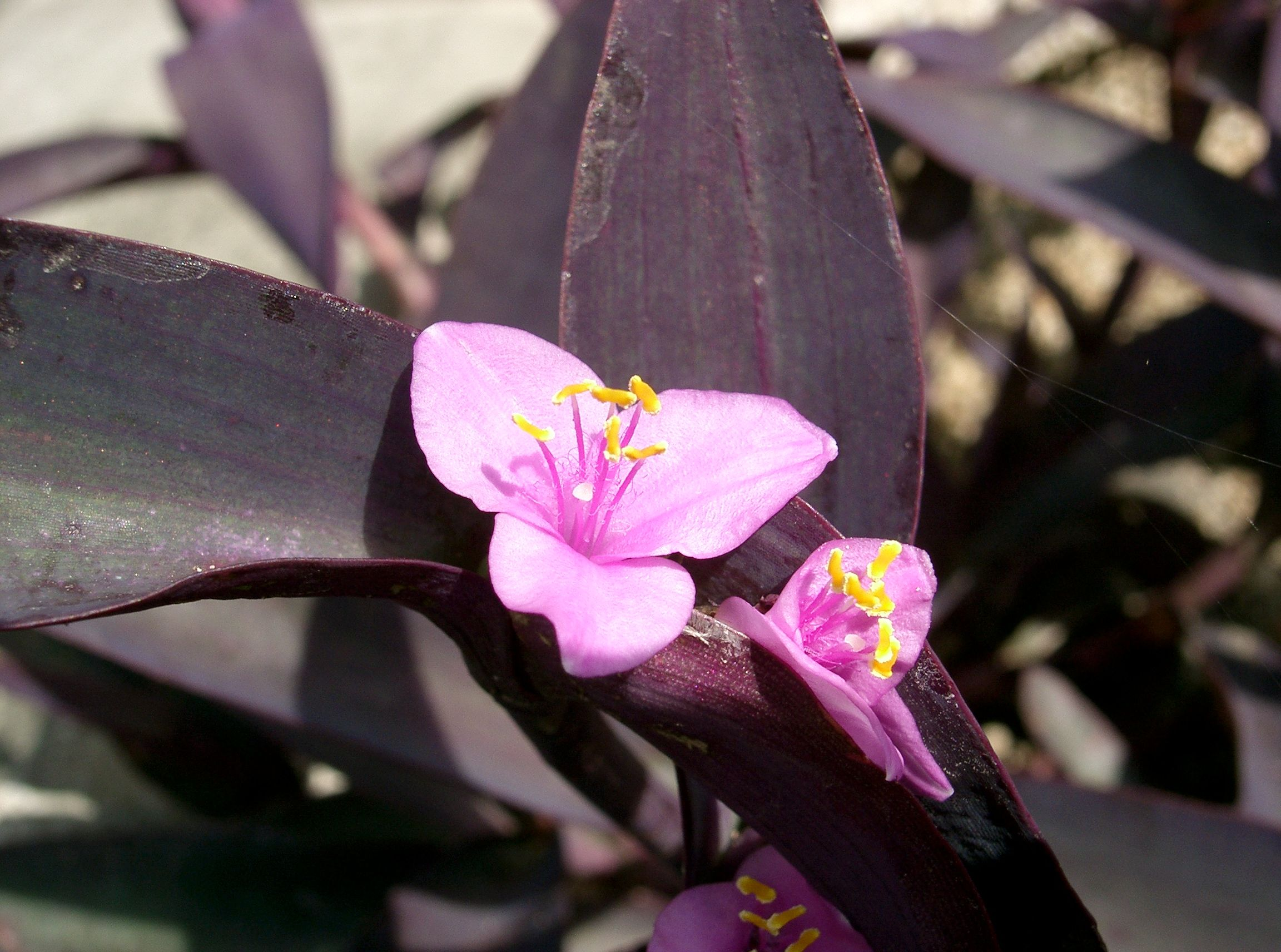
Tradescantia pallida